# Polymera parishi
Polymera parishi är en tvåvingeart som beskrevs av Alexander 1920. Polymera parishi ingår i släktet Polymera och familjen småharkrankar. Inga underarter finns listade i Catalogue of Life.